# Parorgerioides bergevini
Parorgerioides bergevini är en insektsart som först beskrevs av Alexander Fyodorovich Emeljanov 1969.  Parorgerioides bergevini ingår i släktet Parorgerioides och familjen Dictyopharidae. Inga underarter finns listade i Catalogue of Life.